# Gabriele Berger
Gabriele Berger (* 3. Juli 1955 in Wien) ist eine österreichische Bildhauerin.

## Leben und Wirken
Gabriele Berger ist in Wien und Linz aufgewachsen. Sie studierte ab 1974 Germanistik an der Universität Salzburg, ab 1976 Bildhauerei am Mozarteum Salzburg bei Ruedi Arnold und ab 1983 an der Hochschule für Gestaltung bei Erwin Reiter, wo sie 1986 mit Diplom abschloss.
Von 1989 bis 1993 war sie Assistentin an der Meisterklasse für Bildhauerei. 1991 leitete sie die Sommerakademie in Hohenems.
Die seit 1991 in Aigen-Schlägl wohnende und arbeitende Künstlerin wurde 1984 als Mitglied des Künstlerhauses Wien aufgenommen. Seit 1992 ist sie Mitglied der Künstlervereinigung MAERZ.
Sie bearbeitet und spaltet Granit aus dem eigenen Steinbruch und stellt damit neue Verbindungen her. Sie schuf Werke im Rahmen von Ausstellungen, für Kunst im Öffentlichen Raum und Bildhauer-Symposien und ist bei Theater, Performances und Aktionen im In- und Ausland aktiv.

## Auszeichnungen
- 1987 erhielt sie den Talentförderungspreis des Landes Oberösterreich für Bildende Kunst.

## Werke

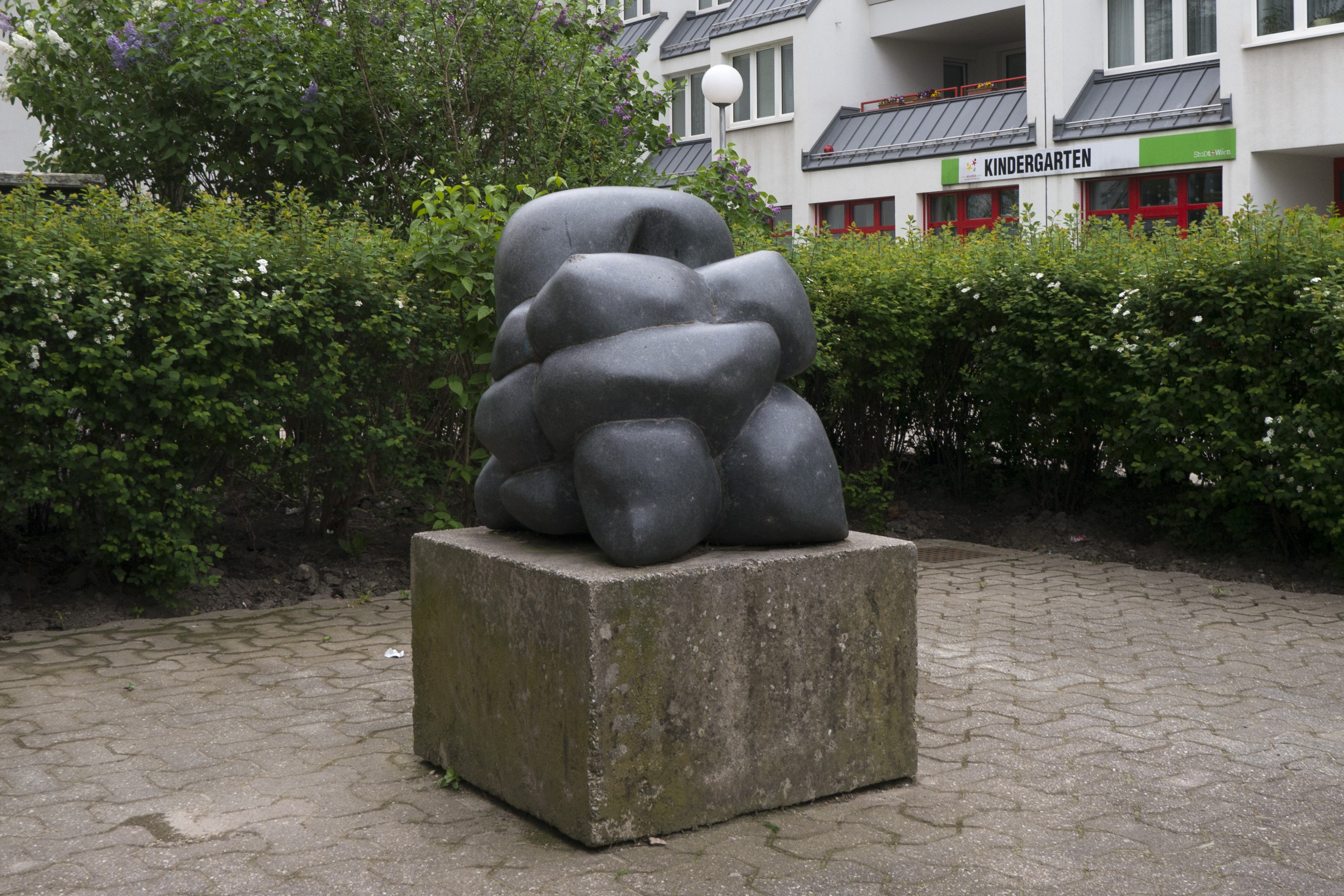
Skulptur Eingeschnürte in der Großfeldsiedlung in Wien

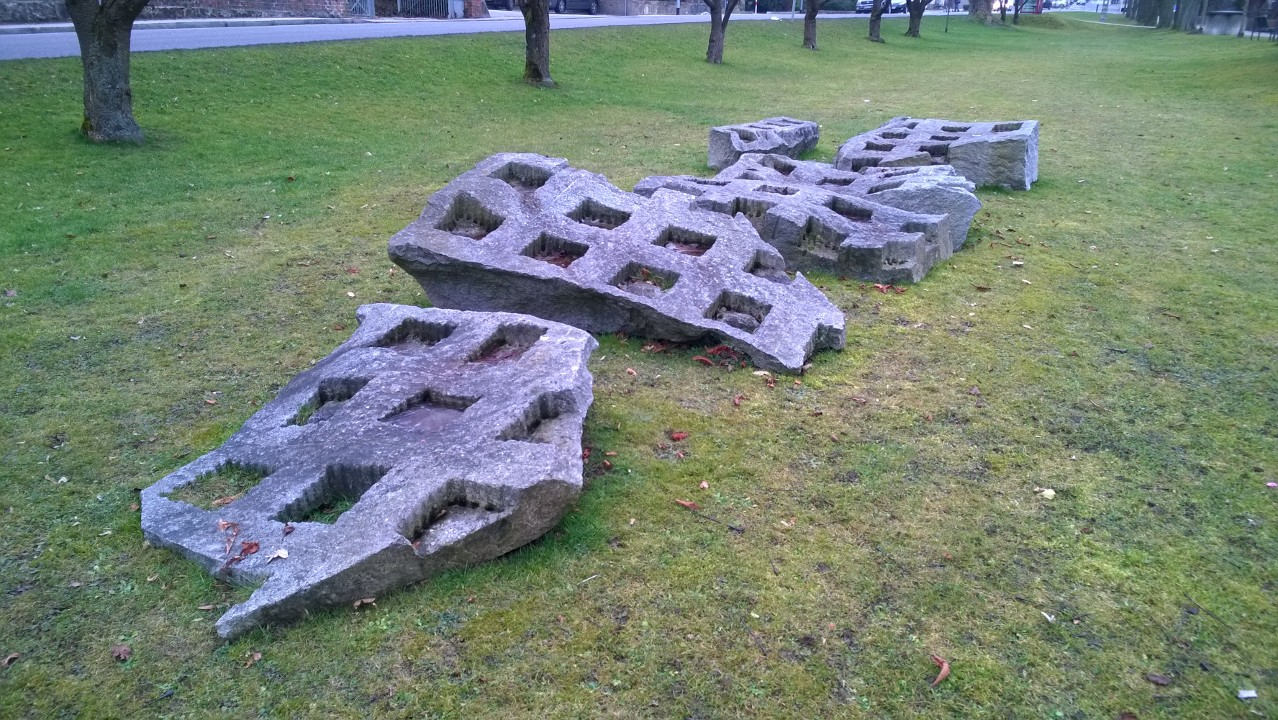
Granit-Skulptur Machen wir endlich Ordnung in der (nördlichen) Ringallee in Pfarrkirchen im Rottal (Foto: Martin Ortmeier, 2014)

- Jetzt Granitinstallation aus der Kunstsammlung des Landes Oberösterreich, seit 2014 dauerhaft im Garten des Jazzateliers Ulrichsberg aufgestellt.
- Thröne, Granit-Skulpturen in Aigen-Schlägl, 1992
- Hillinger-Gedenkstein auf dem Urnenfriedhof Linz, 1992
- Skulptur, Park der Johannes Kepler Universität Linz, 1993
- Granit-Brunnen, Seniorenheim Ing. Stern-Straße, Linz, 1995
- Geteilt ist gleich gesamt, Skulpturenpark in der Landesgalerie Linz, 1995
- Taufstelle, Pfarrkirche St. Franziskus Wels, Wels, 2005
- Altarraumgestaltung und Glasfenster, Pfarrkirche Hl. Vitus, Katsdorf, 2009
- Frauenskulptur Eingeschnürte, Wien, Oswald-Redlich-Straße 36, 1982 bis 1984
- Granitskulptur (4-teilig) fotöj, am Kunstpfad Jugendsteig in Finsterau, 2001
- Granitskulptur (6-teilig) Machen wir endlich Ordnung, Ringallee, Pfarrkirchen im Rottal, um 2010

## Ausstellungen
Berger präsentiert ihre Werke seit 1976 im Rahmen von Einzel- und Gemeinschaftsausstellungen ausschließlich in Österreich.
- Neuaufnahmen, Künstlerhaus Wien, 1980–1988, Wien, 1989
- Periphere Aspekte des Zeichnerischen, Galerie März, Linz 1998
- Raumbezogen. Künstlerräume, Berufsvereinigung Bildender Künstler Salzburg, Salzburg, 2003
- Mäander / Schülerkörper – Reissverschluss. 1Blick. Kunst im Vorhaus, Hallein 2003[3]
- INSTALLATION/PLASTIK. Auer – Baier – Berger –  Mittringer, Galerie März, 2004
- NORDSTEINE – eine der Payer-Weyprecht-Inseln – Kunstgarten Graz, 2007. kunstGarten Graz
- BESENREIN – Installation im kunstGarten zusammen mit Ines Höllwarth Kunstgarten Graz, 2008. kunstGarten Graz
- Wegmarken, Maerz 1952–2002, afo architekturforum Oberösterreich, Linz, 2013
- Kunststücke, Künstlerhaus Wien, Wien, 2015
- Die Spitze des Eisbergs, Museum der Moderne Salzburg (Gruppenausstellung), 2019[4]
- That’s new – and Needed!, Kunstsammlung des Landes Oberösterreich (Gruppenausstellung), 2020[5]
- Es ist schon wieder MAERZ!, Künstlervereinigung MAERZ, Kunsthalle Linz, 2021[6]
- GEHEN UND DENKEN UND, dieKUNSTsammlung, Linz, 2020[7]
- "18 x 9 cm" 2020/21, Kunstverein Paradigma (Gruppenausstellung)[8]
- Stein ist, Maerz, Linz, 2022[9]
- Digitale Zeitkapsel 2023–2123, Landesarchiv Land Oberösterreich, Minoritenplatz, Linz[10]

## Medien
- Irene Gunnesch: Gedenken, in Stein gemeißelt. In: Oberösterreichische Nachrichten. 22. April 2011, abgerufen am 4. Mai 2023.